# Acide octatriacontylique
L'acide octatriacontylique ou acide octatriacontanoïque (nom systématique) est un acide gras saturé à très longue chaîne (C38:0) de formule semi-développée CH3(CH2)36COOH.